# Giro d'Italia 2023
Giro d'Italia 2023 var den 106. udgave af Giro d'Italia. Den italienske Grand Tour startede 6. maj 2023, og blev afsluttet 28. maj.
Den 28. september 2022 blev Grande Partenza præsenteret og de første to etaper foregik i Abruzzo-regionen. De resterende etaper blev præsenteret den 17. oktober.

## Etaper
| Etape     | Dato    | Start – Mål                         | type              | Afstand (km) | Elevation (m) | Etapevinder            | Førende rytter     |
| --------- | ------- | ----------------------------------- | ----------------- | ------------ | ------------- | ---------------------- | ------------------ |
| 1. etape  | 6. maj  | Fossacesia – Ortona                 | enkeltstart       | 19,6         | 100 m         | Remco Evenepoel        | Remco Evenepoel    |
| 2. etape  | 7. maj  | Teramo – San Salvo                  | flad etape        | 202          | 1.400 m       | Jonathan Milan         | Remco Evenepoel    |
| 3. etape  | 8. maj  | Vasto – Melfi                       | kuperet etape     | 216          | 1.400 m       | Michael Matthews       | Remco Evenepoel    |
| 4. etape  | 9. maj  | Venosa – Laceno                     | middel bjergetape | 175          | 3.500 m       | Aurélien Paret-Peintre | Andreas Leknessund |
| 5. etape  | 10. maj | Atripalda – Salerno                 | kuperet etape     | 171          | 2.400 m       | Kaden Groves           | Andreas Leknessund |
| 6. etape  | 11. maj | Napoli – Napoli                     | kuperet etape     | 162          | 2.800 m       | Mads Pedersen          | Andreas Leknessund |
| 7. etape  | 12. maj | Capua – Gran Sasso d'Italia         | bjergetape        | 218          | 3.900 m       | Davide Bais            | Andreas Leknessund |
| 8. etape  | 13. maj | Terni – Fossombrone                 | kuperet etape     | 207          | 2.500 m       | Ben Healy              | Andreas Leknessund |
| 9. etape  | 14. maj | Savignano sul Rubicone – Cesena     | enkeltstart       | 35           | 50 m          | Remco Evenepoel        | Remco Evenepoel    |
|           | 15. maj | Hviledag                            | Hviledag          |              |               |                        |                    |
| 10. etape | 16. maj | Scandiano – Viareggio               | kuperet etape     | 196          | 2.600 m       | Magnus Cort            | Geraint Thomas     |
| 11. etape | 17. maj | Camaiore – Tortona                  | flad etape        | 219          | 2.100 m       | Pascal Ackermann       | Geraint Thomas     |
| 12. etape | 18. maj | Bra – Rivoli                        | kuperet etape     | 179          | 2.300 m       | Nico Denz              | Geraint Thomas     |
| 13. etape | 19. maj | Borgofranco d'Ivrea – Crans-Montana | bjergetape        | 74,6         | 2.500 m       | Einer Rubio            | Geraint Thomas     |
| 14. etape | 20. maj | Sierre – Cassano Magnago            | kuperet etape     | 193          | 1.600 m       | Nico Denz              | Bruno Armirail     |
| 15. etape | 21. maj | Seregno – Bergamo                   | bjergetape        | 195          | 3.600 m       | Brandon McNulty        | Bruno Armirail     |
|           | 22. maj | Hviledag                            | Hviledag          |              |               |                        |                    |
| 16. etape | 23. maj | Sabbio Chiese – Monte Bondone       | bjergetape        | 203          | 5.200 m       | João Almeida           | Geraint Thomas     |
| 17. etape | 24. maj | Pergine Valsugana – Caorle          | flad etape        | 195          | 300 m         | Alberto Dainese        | Geraint Thomas     |
| 18. etape | 25. maj | Oderzo – Val di Zoldo               | middel bjergetape | 161          | 3.700 m       | Filippo Zana           | Geraint Thomas     |
| 19. etape | 26. maj | Longarone – Tre Cime di Lavaredo    | bjergetape        | 183          | 5.400 m       | Santiago Buitrago      | Geraint Thomas     |
| 20. etape | 27. maj | Tarvisio – Monte Lussari            | bjergenkeltstart  | 18,6         | 1.050 m       | Primož Roglič          | Primož Roglič      |
| 21. etape | 28. maj | Rom – Rom                           | flad etape        | 126          | 500 m         | Mark Cavendish         | Primož Roglič      |

## Trøjernes fordeling gennem løbet
| Etape     |                   | Vinder _               | Samlede stilling   | Pointtrøje      | Bjergtrøje         | Ungdomstrøje       | Mest angrebsivrige      | Indlagt spurt _ | Holdkonkurrence _  |
| --------- | ----------------- | ---------------------- | ------------------ | --------------- | ------------------ | ------------------ | ----------------------- | --------------- | ------------------ |
| 1. etape  | enkeltstart       | Remco Evenepoel        | Remco Evenepoel    | Remco Evenepoel | Tao Geoghegan Hart | Remco Evenepoel    | Rudy Molard             | ikke uddelt     | Ineos Grenadiers   |
| 2. etape  | flad etape        | Jonathan Milan         | Remco Evenepoel    | Jonathan Milan  | Paul Lapeira       | Remco Evenepoel    | Paul Lapeira            | Stefano Gandin  | UAE Team Emirates  |
| 3. etape  | kuperet etape     | Michael Matthews       | Remco Evenepoel    | Jonathan Milan  | Thibaut Pinot      | Remco Evenepoel    | Veljko Stojnić          | Stefano Gandin  | UAE Team Emirates  |
| 4. etape  | middel bjergetape | Aurélien Paret-Peintre | Andreas Leknessund | Jonathan Milan  | Thibaut Pinot      | Andreas Leknessund | Amanuel Ghebreigzabhier | Stefano Gandin  | Ineos Grenadiers   |
| 5. etape  | kuperet etape     | Kaden Groves           | Andreas Leknessund | Jonathan Milan  | Thibaut Pinot      | Andreas Leknessund | Stefano Gandin          | Stefano Gandin  | Ineos Grenadiers   |
| 6. etape  | kuperet etape     | Mads Pedersen          | Andreas Leknessund | Jonathan Milan  | Thibaut Pinot      | Andreas Leknessund | Simon Clarke            | Stefano Gandin  | Ineos Grenadiers   |
| 7. etape  | bjergetape        | Davide Bais            | Andreas Leknessund | Jonathan Milan  | Davide Bais        | Andreas Leknessund | Henok Mulubrhan         | Stefano Gandin  | Ineos Grenadiers   |
| 8. etape  | kuperet etape     | Ben Healy              | Andreas Leknessund | Jonathan Milan  | Davide Bais        | Andreas Leknessund | Ben Healy               | Stefano Gandin  | Ineos Grenadiers   |
| 9. etape  | enkeltstart       | Remco Evenepoel        | Remco Evenepoel    | Jonathan Milan  | Davide Bais        | Remco Evenepoel    | Geraint Thomas          | Stefano Gandin  | Ineos Grenadiers   |
| 10. etape | kuperet etape     | Magnus Cort            | Geraint Thomas     | Jonathan Milan  | Davide Bais        | João Almeida       | Derek Gee               | Stefano Gandin  | Ineos Grenadiers   |
| 11. etape | flad etape        | Pascal Ackermann       | Geraint Thomas     | Jonathan Milan  | Davide Bais        | João Almeida       | Laurenz Rex             | Davide Bais     | Ineos Grenadiers   |
| 12. etape | kuperet etape     | Nico Denz              | Geraint Thomas     | Jonathan Milan  | Davide Bais        | João Almeida       | Toms Skujiņš            | Davide Bais     | Jumbo-Visma        |
| 13. etape | bjergetape        | Einer Rubio            | Geraint Thomas     | Jonathan Milan  | Thibaut Pinot      | João Almeida       | Thibaut Pinot           | Davide Bais     | Jumbo-Visma        |
| 14. etape | kuperet etape     | Nico Denz              | Bruno Armirail     | Jonathan Milan  | Davide Bais        | João Almeida       | Derek Gee               | Davide Bais     | Bahrain Victorious |
| 15. etape | bjergetape        | Brandon McNulty        | Bruno Armirail     | Jonathan Milan  | Davide Bais        | João Almeida       | Ben Healy               | Davide Bais     | Bahrain Victorious |
| 16. etape | bjergetape        | João Almeida           | Geraint Thomas     | Jonathan Milan  | Ben Healy          | João Almeida       | João Almeida            | Toms Skujiņš    | Bahrain Victorious |
| 17. etape | flad etape        | Alberto Dainese        | Geraint Thomas     | Jonathan Milan  | Ben Healy          | João Almeida       | Thomas Champion         | Toms Skujiņš    | Bahrain Victorious |
| 18. etape | middel bjergetape | Filippo Zana           | Geraint Thomas     | Jonathan Milan  | Thibaut Pinot      | João Almeida       | Thibaut Pinot           | Thomas Champion | Bahrain Victorious |
| 19. etape | bjergetape        | Santiago Buitrago      | Geraint Thomas     | Jonathan Milan  | Thibaut Pinot      | João Almeida       | Derek Gee               | Derek Gee       | Bahrain Victorious |
| 20. etape | bjergenkeltstart  | Primož Roglič          | Primož Roglič      | Jonathan Milan  | Thibaut Pinot      | João Almeida       | Thibaut Pinot           | Derek Gee       | Bahrain Victorious |
| 21. etape | flad etape        | Mark Cavendish         | Primož Roglič      | Jonathan Milan  | Thibaut Pinot      | João Almeida       | ikke uddelt             | Toms Skujiņš    | Bahrain Victorious |
| Samlet    | Samlet            |                        | Primož Roglič      | Jonathan Milan  | Thibaut Pinot      | João Almeida       | ikke uddelt             | Toms Skujiņš    | Bahrain Victorious |

## Resultater

### Samlede stilling
| \| Samlede stilling \| Samlede stilling \| Samlede stilling \| Samlede stilling \| Samlede stilling \| \| Rytter \| Rytter \| Hold \| Tid \| \| \| ---------------- \| ---------------------- \| ------------------ \| ---------------- \| ---------------- \| \| 1. \| Primož Roglič \| Jumbo-Visma \| 85t 29' 02" \| \| \| 2. \| Geraint Thomas \| Ineos Grenadiers \| + 14" \| \| \| 3. \| João Almeida \| UAE Team Emirates \| + 1' 15" \| \| \| 4. \| Damiano Caruso \| Bahrain Victorious \| + 4' 40" \| \| \| 5. \| Thibaut Pinot \| Groupama-FDJ \| + 5' 43" \| \| \| 6. \| Thymen Arensman \| Ineos Grenadiers \| + 6' 05" \| \| \| 7. \| Eddie Dunbar \| Team Jayco AlUla \| + 7' 30" \| \| \| 8. \| Andreas Leknessund \| Team DSM \| + 7' 31" \| \| \| 9. \| Lennard Kämna \| Bora-Hansgrohe \| + 7' 46" \| \| \| 10. \| Laurens De Plus \| Ineos Grenadiers \| + 9' 08" \| \| \| 11. \| Einer Rubio \| Movistar Team \| + 10' 43" \| \| \| 12. \| Ilan Van Wilder \| Soudal Quick-Step \| + 11' 58" \| \| \| 13. \| Santiago Buitrago \| Bahrain Victorious \| + 12' 21" \| \| \| 14. \| Sepp Kuss \| Jumbo-Visma \| + 13' 09" \| \| \| 15. \| Aurélien Paret-Peintre \| AG2R Citroën Team \| + 14' 13" \| \| \| 16. \| Bruno Armirail \| Groupama-FDJ \| + 17' 16" \| \| \| 17. \| Warren Barguil \| Arkéa-Samsic \| + 24' 06" \| \| \| 18. \| Filippo Zana \| Team Jayco AlUla \| + 33' 22" \| \| \| 19. \| Jack Haig \| Bahrain Victorious \| + 34' 46" \| \| \| 20. \| Patrick Konrad \| Bora-Hansgrohe \| + 37' 57" \| \| |                        |                    |             |
| |                        |                    |             |
| Kilde: ProCyclingStats |                        |                    |             |
| Samlede stilling |                        |                    |             |
| Rytter | Rytter                 | Hold               | Tid         |
| 1. | Primož Roglič          | Jumbo-Visma        | 85t 29' 02" |
| 2. | Geraint Thomas         | Ineos Grenadiers   | + 14"       |
| 3. | João Almeida           | UAE Team Emirates  | + 1' 15"    |
| 4. | Damiano Caruso         | Bahrain Victorious | + 4' 40"    |
| 5. | Thibaut Pinot          | Groupama-FDJ       | + 5' 43"    |
| 6. | Thymen Arensman        | Ineos Grenadiers   | + 6' 05"    |
| 7. | Eddie Dunbar           | Team Jayco AlUla   | + 7' 30"    |
| 8. | Andreas Leknessund     | Team DSM           | + 7' 31"    |
| 9. | Lennard Kämna          | Bora-Hansgrohe     | + 7' 46"    |
| 10. | Laurens De Plus        | Ineos Grenadiers   | + 9' 08"    |
| 11. | Einer Rubio            | Movistar Team      | + 10' 43"   |
| 12. | Ilan Van Wilder        | Soudal Quick-Step  | + 11' 58"   |
| 13. | Santiago Buitrago      | Bahrain Victorious | + 12' 21"   |
| 14. | Sepp Kuss              | Jumbo-Visma        | + 13' 09"   |
| 15. | Aurélien Paret-Peintre | AG2R Citroën Team  | + 14' 13"   |
| 16. | Bruno Armirail         | Groupama-FDJ       | + 17' 16"   |
| 17. | Warren Barguil         | Arkéa-Samsic       | + 24' 06"   |
| 18. | Filippo Zana           | Team Jayco AlUla   | + 33' 22"   |
| 19. | Jack Haig              | Bahrain Victorious | + 34' 46"   |
| 20. | Patrick Konrad         | Bora-Hansgrohe     | + 37' 57"   |

### Pointkonkurrencen
| Pointkonkurrence | Pointkonkurrence | Pointkonkurrence      | Pointkonkurrence | Pointkonkurrence |
| Rytter           | Rytter           | Hold                  | Point            |                  |
| ---------------- | ---------------- | --------------------- | ---------------- | ---------------- |
| 1.               | Jonathan Milan   | Bahrain Victorious    | 217 point        |                  |
| 2.               | Derek Gee        | Israel-Premier Tech   | 164 point        |                  |
| 3.               | Michael Matthews | Team Jayco AlUla      | 101 point        |                  |
| 4.               | Mark Cavendish   | Astana Qazaqstan Team | 101 point        |                  |
| 5.               | Pascal Ackermann | UAE Team Emirates     | 95 point         |                  |
| 6.               | Toms Skujiņš     | Trek-Segafredo        | 91 point         |                  |
| 7.               | Nico Denz        | Bora-Hansgrohe        | 77 point         |                  |
| 8.               | Magnus Cort      | EF Education-EasyPost | 68 point         |                  |
| 9.               | Alberto Dainese  | Team DSM              | 63 point         |                  |
| 10.              | Primož Roglič    | Jumbo-Visma           | 56 point         |                  |

### Bjergkonkurrencen
| Bjergkonkurrence | Bjergkonkurrence       | Bjergkonkurrence                   | Bjergkonkurrence | Bjergkonkurrence |
| Rytter           | Rytter                 | Hold                               | Point            |                  |
| ---------------- | ---------------------- | ---------------------------------- | ---------------- | ---------------- |
| 1.               | Thibaut Pinot          | Groupama-FDJ                       | 237 point        |                  |
| 2.               | Derek Gee              | Israel-Premier Tech                | 200 point        |                  |
| 3.               | Ben Healy              | EF Education-EasyPost              | 164 point        |                  |
| 4.               | Davide Bais            | Eolo-Kometa                        | 144 point        |                  |
| 5.               | Einer Rubio            | Movistar Team                      | 118 point        |                  |
| 6.               | Primož Roglič          | Jumbo-Visma                        | 86 point         |                  |
| 7.               | Santiago Buitrago      | Bahrain Victorious                 | 82 point         |                  |
| 8.               | Davide Gabburo         | Green Project-Bardiani CSF-Faizanè | 69 point         |                  |
| 9.               | João Almeida           | UAE Team Emirates                  | 67 point         |                  |
| 10.              | Aurélien Paret-Peintre | AG2R Citroën Team                  | 56 point         |                  |

### Ungdomskonkurrencen
| Ungdomskonkurrence | Ungdomskonkurrence | Ungdomskonkurrence       | Ungdomskonkurrence | Ungdomskonkurrence |
| Rytter             | Rytter             | Hold                     | Tid                |                    |
| ------------------ | ------------------ | ------------------------ | ------------------ | ------------------ |
| 1.                 | João Almeida       | UAE Team Emirates        | 85t 30' 17"        |                    |
| 2.                 | Thymen Arensman    | Ineos Grenadiers         | + 4' 50"           |                    |
| 3.                 | Andreas Leknessund | Team DSM                 | + 6' 16"           |                    |
| 4.                 | Einer Rubio        | Movistar Team            | + 9' 28"           |                    |
| 5.                 | Ilan Van Wilder    | Soudal Quick-Step        | + 10' 43"          |                    |
| 6.                 | Santiago Buitrago  | Bahrain Victorious       | + 11' 06"          |                    |
| 7.                 | Filippo Zana       | Team Jayco AlUla         | + 32' 07"          |                    |
| 8.                 | Laurens Huys       | Intermarché-Circus-Wanty | + 51' 03"          |                    |
| 9.                 | Brandon McNulty    | UAE Team Emirates        | + 1t 06' 28"       |                    |
| 10.                | Marco Frigo        | Israel-Premier Tech      | + 1t 23' 21"       |                    |

### Holdkonkurrencen
| Holdkonkurrence | Holdkonkurrence       | Holdkonkurrence | Holdkonkurrence |
| Hold            | Hold                  | Tid             |                 |
| --------------- | --------------------- | --------------- | --------------- |
| 1.              | Bahrain Victorious    | 256t 21' 18"    |                 |
| 2.              | Ineos Grenadiers      | + 16' 22"       |                 |
| 3.              | Jumbo-Visma           | + 30' 40"       |                 |
| 4.              | UAE Team Emirates     | + 51' 53"       |                 |
| 5.              | AG2R Citroën Team     | + 1t 21' 30"    |                 |
| 6.              | Bora-Hansgrohe        | + 1t 25' 31"    |                 |
| 7.              | Astana Qazaqstan Team | + 1t 31' 44"    |                 |
| 8.              | Team Jayco AlUla      | + 1t 32' 51"    |                 |
| 9.              | Israel-Premier Tech   | + 1t 51' 54"    |                 |
| 10.             | EF Education-EasyPost | + 2t 18' 52"    |                 |

## Hold
| UCI WorldTeams (18)- AG2R Citroën Team - Soudal Quick-Step - Ineos Grenadiers - Intermarché-Circus-Wanty - Alpecin-Deceuninck - Astana Qazaqstan Team - Bahrain Victorious - Bora-Hansgrohe - Cofidis - EF Education-EasyPost - Groupama-FDJ - Jumbo-Visma - Movistar Team - Arkéa-Samsic - Team DSM - Team Jayco AlUla - Trek-Segafredo - UAE Team Emirates UCI ProTeams (4)- Eolo-Kometa - Green Project-Bardiani CSF-Faizanè - Israel-Premier Tech - Team Corratec-Selle Italia |
| |

### Danske ryttere
| Danske ryttere på startlisten |                    |                       |           |
| Rygnummer                     | Rytter             | Hold                  | Placering |
| 78                            | Magnus Cort        | EF Education-EasyPost | 62        |
| 137                           | Mads Würtz Schmidt | Israel-Premier Tech   | DNS-10    |
| 201                           | Mads Pedersen      | Trek-Segafredo        | DNS-13    |

* DNS = stillede ikke til start

### Startliste
| Soudal Quick-Step SOQ | Soudal Quick-Step SOQ                           | Soudal Quick-Step SOQ |
| --------------------- | ----------------------------------------------- | --------------------- |
| Nr.                   | Rytter                                          | Placering             |
| 1                     | Remco Evenepoel (BEL) (landevej og enkeltstart) | DNS-10                |
| 2                     | Davide Ballerini (ITA)                          | DNS-16                |
| 3                     | Mattia Cattaneo (ITA)                           | DNS-11                |
| 4                     | Josef Černý (CZE)                               | DNS-11                |
| 5                     | Jan Hirt (CZE)                                  | DNS-11                |
| 6                     | Pieter Serry (BEL)                              | 60.                   |
| 7                     | Ilan Van Wilder (BEL)                           | 12.                   |
| 8                     | Louis Vervaeke (BEL)                            | DNS-11                |

| AG2R Citroën Team ACT | AG2R Citroën Team ACT        | AG2R Citroën Team ACT |
| --------------------- | ---------------------------- | --------------------- |
| Nr.                   | Rytter                       | Placering             |
| 11                    | Aurélien Paret-Peintre (FRA) | 15.                   |
| 12                    | Alex Baudin (FRA)            | 73.                   |
| 13                    | Mikaël Cherel (FRA)          | DNF-12                |
| 14                    | Paul Lapeira (FRA)           | DNF-4                 |
| 15                    | Valentin Paret-Peintre (FRA) | 37.                   |
| 16                    | Nicolas Prodhomme (FRA)      | 23.                   |
| 17                    | Andrea Vendrame (ITA)        | DNS-11                |
| 18                    | Larry Warbasse (USA)         | 44.                   |

| Alpecin-Deceuninck ADC | Alpecin-Deceuninck ADC  | Alpecin-Deceuninck ADC |
| ---------------------- | ----------------------- | ---------------------- |
| Nr.                    | Rytter                  | Placering              |
| 21                     | Stefano Oldani (ITA)    | 45.                    |
| 22                     | Nicola Conci (ITA)      | DNS-7                  |
| 23                     | Kaden Groves (AUS)      | DNF-12                 |
| 24                     | Alexander Krieger (GER) | 121.                   |
| 25                     | Senne Leysen (BEL)      | 91.                    |
| 26                     | Oscar Riesebeek (NED)   | DNS-10                 |
| 27                     | Kristian Sbaragli (ITA) | 85.                    |
| 28                     | Ramon Sinkeldam (NED)   | DNS-5                  |

| Astana Qazaqstan Team AST | Astana Qazaqstan Team AST       | Astana Qazaqstan Team AST |
| ------------------------- | ------------------------------- | ------------------------- |
| Nr.                       | Rytter                          | Placering                 |
| 31                        | Mark Cavendish (GBR) (landevej) | 120.                      |
| 32                        | Samuele Battistella (ITA)       | DNS-14                    |
| 33                        | Joe Dombrowski (USA)            | 59.                       |
| 34                        | Gianni Moscon (ITA)             | 107.                      |
| 35                        | Vadim Pronskij (KAZ)            | 43.                       |
| 36                        | Luis León Sánchez (ESP)         | 24.                       |
| 37                        | Cristian Scaroni (ITA)          | 58.                       |
| 38                        | Simone Velasco (ITA)            | 26.                       |

| Bahrain Victorious TBV | Bahrain Victorious TBV           | Bahrain Victorious TBV |
| ---------------------- | -------------------------------- | ---------------------- |
| Nr.                    | Rytter                           | Placering              |
| 41                     | Jack Haig (AUS)                  | 19.                    |
| 42                     | Yukiya Arashiro (JPN) (landevej) | 123.                   |
| 43                     | Santiago Buitrago (COL)          | 13.                    |
| 44                     | Damiano Caruso (ITA)             | 4.                     |
| 45                     | Jonathan Milan (ITA)             | 103.                   |
| 46                     | Andrea Pasqualon (ITA)           | 65.                    |
| 47                     | Jasha Sütterlin (GER)            | 75.                    |
| 48                     | Edoardo Zambanini (ITA)          | 40.                    |

| Bora-Hansgrohe BOH | Bora-Hansgrohe BOH                | Bora-Hansgrohe BOH |
| ------------------ | --------------------------------- | ------------------ |
| Nr.                | Rytter                            | Placering          |
| 51                 | Aleksandr Vlasov                  | DNF-10             |
| 52                 | Giovanni Aleotti (ITA)            | DNS-7              |
| 53                 | Cesare Benedetti (POL)            | 102.               |
| 54                 | Nico Denz (GER)                   | 57.                |
| 55                 | Bob Jungels (LUX) (enkeltstart)   | 39.                |
| 56                 | Lennard Kämna (GER) (enkeltstart) | 9.                 |
| 57                 | Patrick Konrad (AUT)              | 20.                |
| 58                 | Anton Palzer (GER)                | 51.                |

| Cofidis COF | Cofidis COF              | Cofidis COF |
| ----------- | ------------------------ | ----------- |
| Nr.         | Rytter                   | Placering   |
| 61          | Simone Consonni (ITA)    | 111.        |
| 62          | François Bidard (FRA)    | 54.         |
| 63          | Davide Cimolai (ITA)     | DNS-9       |
| 64          | Thomas Champion (FRA)    | 66.         |
| 65          | Alexandre Delettre (FRA) | 89.         |
| 66          | Jonathan Lastra (ESP)    | 35.         |
| 67          | Rémy Rochas (FRA)        | DNS-5       |
| 68          | Hugo Toumire (FRA)       | 83.         |

| EF Education-EasyPost EFE | EF Education-EasyPost EFE            | EF Education-EasyPost EFE |
| ------------------------- | ------------------------------------ | ------------------------- |
| Nr.                       | Rytter                               | Placering                 |
| 71                        | Rigoberto Urán (COL)                 | DNS-10                    |
| 72                        | Jonathan Caicedo (ECU) (enkeltstart) | DNS-11                    |
| 73                        | Hugh Carthy (GBR)                    | DNS-19                    |
| 74                        | Jefferson Alexander Cepeda (ECU)     | 53.                       |
| 75                        | Stefan de Bod (RSA) (enkeltstart)    | DNS-14                    |
| 76                        | Ben Healy (IRL) (enkeltstart)        | 55.                       |
| 77                        | Alberto Bettiol (ITA)                | 48.                       |
| 78                        | Magnus Cort (DEN)                    | 62.                       |

| Eolo-Kometa EOK | Eolo-Kometa EOK                 | Eolo-Kometa EOK |
| --------------- | ------------------------------- | --------------- |
| Nr.             | Rytter                          | Placering       |
| 81              | Vincenzo Albanese (ITA)         | 70.             |
| 82              | Davide Bais (ITA)               | 81.             |
| 83              | Mattia Bais (ITA)               | 47.             |
| 84              | Erik Fetter (HUN) (enkeltstart) | DNF-10          |
| 85              | Lorenzo Fortunato (ITA)         | 21.             |
| 86              | Francesco Gavazzi (ITA)         | 67.             |
| 87              | Mirco Maestri (ITA)             | 78.             |
| 88              | Diego Sevilla (ESP)             | 96.             |

| Green Project-Bardiani CSF-Faizanè BCF | Green Project-Bardiani CSF-Faizanè BCF | Green Project-Bardiani CSF-Faizanè BCF |
| -------------------------------------- | -------------------------------------- | -------------------------------------- |
| Nr.                                    | Rytter                                 | Placering                              |
| 91                                     | Filippo Fiorelli (ITA)                 | 114.                                   |
| 92                                     | Luca Covili (ITA)                      | DNS-18                                 |
| 93                                     | Davide Gabburo (ITA)                   | 64.                                    |
| 94                                     | Filippo Magli (ITA)                    | 106.                                   |
| 95                                     | Martin Marcellusi (ITA)                | 99.                                    |
| 96                                     | Henok Mulubrhan (ERI) (landevej)       | 87.                                    |
| 97                                     | Alessandro Tonelli (ITA)               | 42.                                    |
| 98                                     | Samuele Zoccarato (ITA)                | DNF-8                                  |

| Groupama-FDJ GFC | Groupama-FDJ GFC                   | Groupama-FDJ GFC |
| ---------------- | ---------------------------------- | ---------------- |
| Nr.              | Rytter                             | Placering        |
| 101              | Thibaut Pinot (FRA)                | 5.               |
| 102              | Bruno Armirail (FRA) (enkeltstart) | 16.              |
| 103              | Ignatas Konovalovas (LTU)          | 105.             |
| 104              | Stefan Küng (SUI)                  | DNS-10           |
| 105              | Fabian Lienhard (SUI)              | 113.             |
| 106              | Rudy Molard (FRA)                  | 69.              |
| 107              | Jake Stewart (GBR)                 | 92.              |
| 109              | Lars van den Berg (NED)            | DNS-8            |

| Ineos Grenadiers IGD | Ineos Grenadiers IGD              | Ineos Grenadiers IGD |
| -------------------- | --------------------------------- | -------------------- |
| Nr.                  | Rytter                            | Placering            |
| 111                  | Tao Geoghegan Hart (GBR)          | DNF-11               |
| 112                  | Thymen Arensman (NED)             | 6.                   |
| 113                  | Laurens De Plus (BEL)             | 10.                  |
| 114                  | Filippo Ganna (ITA) (enkeltstart) | DNS-8                |
| 115                  | Salvatore Puccio (ITA)            | 72.                  |
| 116                  | Pavel Sivakov (FRA)               | DNF-16               |
| 117                  | Ben Swift (GBR)                   | 61.                  |
| 118                  | Geraint Thomas (GBR)              | 2.                   |

| Intermarché-Circus-Wanty ICW | Intermarché-Circus-Wanty ICW      | Intermarché-Circus-Wanty ICW |
| ---------------------------- | --------------------------------- | ---------------------------- |
| Nr.                          | Rytter                            | Placering                    |
| 121                          | Lorenzo Rota (ITA)                | 46.                          |
| 122                          | Niccolò Bonifazio (ITA)           | DNS-18                       |
| 123                          | Sven Erik Bystrøm (NOR)           | DNS-10                       |
| 124                          | Laurens Huys (BEL)                | 27.                          |
| 125                          | Arne Marit (BEL)                  | 112.                         |
| 126                          | Simone Petilli (ITA)              | DNF-10                       |
| 127                          | Laurenz Rex (BEL)                 | 88.                          |
| 128                          | Rein Taaramäe (EST) (enkeltstart) | DNS-10                       |

| Israel-Premier Tech IPT | Israel-Premier Tech IPT       | Israel-Premier Tech IPT |
| ----------------------- | ----------------------------- | ----------------------- |
| Nr.                     | Rytter                        | Placering               |
| 131                     | Domenico Pozzovivo (ITA)      | DNS-10                  |
| 132                     | Sebastian Berwick (AUS)       | 71.                     |
| 133                     | Simon Clarke (AUS)            | DNS-16                  |
| 134                     | Marco Frigo (ITA)             | 32.                     |
| 135                     | Derek Gee (CAN) (enkeltstart) | 22.                     |
| 136                     | Matthew Riccitello (USA)      | 56.                     |
| 137                     | Mads Würtz Schmidt (DEN)      | DNS-10                  |
| 138                     | Stephen Williams (GBR)        | 93.                     |

| Jumbo-Visma TJV | Jumbo-Visma TJV      | Jumbo-Visma TJV |
| --------------- | -------------------- | --------------- |
| Nr.             | Rytter               | Placering       |
| 141             | Primož Roglič (SLO)  | 1.              |
| 142             | Edoardo Affini (ITA) | 94.             |
| 143             | Koen Bouwman (NED)   | 25.             |
| 144             | Rohan Dennis (AUS)   | 41.             |
| 145             | Michel Heßmann (GER) | 33.             |
| 146             | Sepp Kuss (USA)      | 14.             |
| 147             | Thomas Gloag (GBR)   | 76.             |
| 148             | Sam Oomen (NED)      | 36.             |

| Movistar Team MOV | Movistar Team MOV        | Movistar Team MOV |
| ----------------- | ------------------------ | ----------------- |
| Nr.               | Rytter                   | Placering         |
| 151               | Fernando Gaviria (COL)   | 118.              |
| 152               | Will Barta (USA)         | 52.               |
| 153               | Max Kanter (GER)         | 110.              |
| 154               | Óscar Rodríguez (ESP)    | DNF-11            |
| 155               | José Joaquín Rojas (ESP) | 79.               |
| 156               | Einer Rubio (COL)        | 11.               |
| 157               | Albert Torres (ESP)      | 122.              |
| 158               | Carlos Verona (ESP)      | 49.               |

| Arkéa-Samsic ARK | Arkéa-Samsic ARK         | Arkéa-Samsic ARK |
| ---------------- | ------------------------ | ---------------- |
| Nr.              | Rytter                   | Placering        |
| 161              | Warren Barguil (FRA)     | 17.              |
| 162              | Maxime Bouet (FRA)       | 80.              |
| 163              | David Dekker (NED)       | DNF-8            |
| 164              | Thibault Guernalec (FRA) | 90.              |
| 165              | Michel Ries (LUX)        | 86.              |
| 166              | Alan Riou (FRA)          | 116.             |
| 167              | Clément Russo (FRA)      | DNS-6            |
| 168              | Alessandro Verre (ITA)   | DNF-14           |

| Team Corratec-Selle Italia COR | Team Corratec-Selle Italia COR | Team Corratec-Selle Italia COR |
| ------------------------------ | ------------------------------ | ------------------------------ |
| Nr.                            | Rytter                         | Placering                      |
| 171                            | Valerio Conti (ITA)            | DNS-5                          |
| 172                            | Nicolas Dalla Valle (ITA)      | 125.                           |
| 173                            | Stefano Gandin (ITA)           | DNS-11                         |
| 174                            | Alessandro Iacchi (ITA)        | 119.                           |
| 175                            | Alexander Konysjev (ITA)       | 100.                           |
| 176                            | Charlie Quaterman (GBR)        | 115.                           |
| 177                            | Veljko Stojnić (SRB)           | 101.                           |
| 178                            | Karel Vacek (CZE)              | 84.                            |

| Team DSM DSM | Team DSM DSM                  | Team DSM DSM |
| ------------ | ----------------------------- | ------------ |
| Nr.          | Rytter                        | Placering    |
| 181          | Andreas Leknessund (NOR)      | 8.           |
| 182          | Alberto Dainese (ITA)         | 124.         |
| 183          | Jonas Iversby Hvideberg (NOR) | 117.         |
| 184          | Niklas Märkl (GER)            | 104.         |
| 185          | Marius Mayrhofer (GER)        | 74.          |
| 186          | Florian Stork (GER)           | DNF-8        |
| 187          | Martijn Tusveld (NED)         | DNF-10       |
| 188          | Harm Vanhoucke (BEL)          | DNF-12       |

| Team Jayco AlUla JAY | Team Jayco AlUla JAY          | Team Jayco AlUla JAY |
| -------------------- | ----------------------------- | -------------------- |
| Nr.                  | Rytter                        | Placering            |
| 191                  | Michael Matthews (AUS)        | 63.                  |
| 192                  | Alessandro De Marchi (ITA)    | 38.                  |
| 193                  | Eddie Dunbar (IRL)            | 7.                   |
| 194                  | Michael Hepburn (AUS)         | 77.                  |
| 195                  | Lukas Pöstlberger (AUT)       | 95.                  |
| 196                  | Callum Scotson (AUS)          | DNS-10               |
| 197                  | Campbell Stewart (NZL)        | 108.                 |
| 198                  | Filippo Zana (ITA) (landevej) | 18.                  |

| Trek-Segafredo TFS | Trek-Segafredo TFS                | Trek-Segafredo TFS |
| ------------------ | --------------------------------- | ------------------ |
| Nr.                | Rytter                            | Placering          |
| 201                | Mads Pedersen (DEN)               | DNS-13             |
| 202                | Amanuel Ghebreigzabhier (ERI)     | DNS-16             |
| 203                | Daan Hoole (NED)                  | 109.               |
| 204                | Alex Kirsch (LUX)                 | 97.                |
| 205                | Bauke Mollema (NED) (enkeltstart) | 50.                |
| 206                | Toms Skujiņš (LAT) (enkeltstart)  | 31.                |
| 207                | Natnael Tesfatsion (ERI)          | DNS-11             |
| 208                | Otto Vergaerde (BEL)              | 98.                |

| UAE Team Emirates UAD | UAE Team Emirates UAD         | UAE Team Emirates UAD |
| --------------------- | ----------------------------- | --------------------- |
| Nr.                   | Rytter                        | Placering             |
| 211                   | João Almeida (POR) (landevej) | 3.                    |
| 212                   | Pascal Ackermann (GER)        | 82.                   |
| 213                   | Alessandro Covi (ITA)         | DNS-12                |
| 214                   | Davide Formolo (ITA)          | 30.                   |
| 215                   | Ryan Gibbons (RSA)            | 68.                   |
| 216                   | Brandon McNulty (USA)         | 29.                   |
| 217                   | Diego Ulissi (ITA)            | 28.                   |
| 218                   | Jay Vine (AUS) (enkeltstart)  | 34.                   |

| Soudal Quick-Step SOQ | Soudal Quick-Step SOQ                           | Soudal Quick-Step SOQ |
| --------------------- | ----------------------------------------------- | --------------------- |
| Nr.                   | Rytter                                          | Placering             |
| 1                     | Remco Evenepoel (BEL) (landevej og enkeltstart) | DNS-10                |
| 2                     | Davide Ballerini (ITA)                          | DNS-16                |
| 3                     | Mattia Cattaneo (ITA)                           | DNS-11                |
| 4                     | Josef Černý (CZE)                               | DNS-11                |
| 5                     | Jan Hirt (CZE)                                  | DNS-11                |
| 6                     | Pieter Serry (BEL)                              | 60.                   |
| 7                     | Ilan Van Wilder (BEL)                           | 12.                   |
| 8                     | Louis Vervaeke (BEL)                            | DNS-11                |

| AG2R Citroën Team ACT | AG2R Citroën Team ACT        | AG2R Citroën Team ACT |
| --------------------- | ---------------------------- | --------------------- |
| Nr.                   | Rytter                       | Placering             |
| 11                    | Aurélien Paret-Peintre (FRA) | 15.                   |
| 12                    | Alex Baudin (FRA)            | 73.                   |
| 13                    | Mikaël Cherel (FRA)          | DNF-12                |
| 14                    | Paul Lapeira (FRA)           | DNF-4                 |
| 15                    | Valentin Paret-Peintre (FRA) | 37.                   |
| 16                    | Nicolas Prodhomme (FRA)      | 23.                   |
| 17                    | Andrea Vendrame (ITA)        | DNS-11                |
| 18                    | Larry Warbasse (USA)         | 44.                   |

| Alpecin-Deceuninck ADC | Alpecin-Deceuninck ADC  | Alpecin-Deceuninck ADC |
| ---------------------- | ----------------------- | ---------------------- |
| Nr.                    | Rytter                  | Placering              |
| 21                     | Stefano Oldani (ITA)    | 45.                    |
| 22                     | Nicola Conci (ITA)      | DNS-7                  |
| 23                     | Kaden Groves (AUS)      | DNF-12                 |
| 24                     | Alexander Krieger (GER) | 121.                   |
| 25                     | Senne Leysen (BEL)      | 91.                    |
| 26                     | Oscar Riesebeek (NED)   | DNS-10                 |
| 27                     | Kristian Sbaragli (ITA) | 85.                    |
| 28                     | Ramon Sinkeldam (NED)   | DNS-5                  |

| Astana Qazaqstan Team AST | Astana Qazaqstan Team AST       | Astana Qazaqstan Team AST |
| ------------------------- | ------------------------------- | ------------------------- |
| Nr.                       | Rytter                          | Placering                 |
| 31                        | Mark Cavendish (GBR) (landevej) | 120.                      |
| 32                        | Samuele Battistella (ITA)       | DNS-14                    |
| 33                        | Joe Dombrowski (USA)            | 59.                       |
| 34                        | Gianni Moscon (ITA)             | 107.                      |
| 35                        | Vadim Pronskij (KAZ)            | 43.                       |
| 36                        | Luis León Sánchez (ESP)         | 24.                       |
| 37                        | Cristian Scaroni (ITA)          | 58.                       |
| 38                        | Simone Velasco (ITA)            | 26.                       |

| Bahrain Victorious TBV | Bahrain Victorious TBV           | Bahrain Victorious TBV |
| ---------------------- | -------------------------------- | ---------------------- |
| Nr.                    | Rytter                           | Placering              |
| 41                     | Jack Haig (AUS)                  | 19.                    |
| 42                     | Yukiya Arashiro (JPN) (landevej) | 123.                   |
| 43                     | Santiago Buitrago (COL)          | 13.                    |
| 44                     | Damiano Caruso (ITA)             | 4.                     |
| 45                     | Jonathan Milan (ITA)             | 103.                   |
| 46                     | Andrea Pasqualon (ITA)           | 65.                    |
| 47                     | Jasha Sütterlin (GER)            | 75.                    |
| 48                     | Edoardo Zambanini (ITA)          | 40.                    |

| Bora-Hansgrohe BOH | Bora-Hansgrohe BOH                | Bora-Hansgrohe BOH |
| ------------------ | --------------------------------- | ------------------ |
| Nr.                | Rytter                            | Placering          |
| 51                 | Aleksandr Vlasov                  | DNF-10             |
| 52                 | Giovanni Aleotti (ITA)            | DNS-7              |
| 53                 | Cesare Benedetti (POL)            | 102.               |
| 54                 | Nico Denz (GER)                   | 57.                |
| 55                 | Bob Jungels (LUX) (enkeltstart)   | 39.                |
| 56                 | Lennard Kämna (GER) (enkeltstart) | 9.                 |
| 57                 | Patrick Konrad (AUT)              | 20.                |
| 58                 | Anton Palzer (GER)                | 51.                |

| Cofidis COF | Cofidis COF              | Cofidis COF |
| ----------- | ------------------------ | ----------- |
| Nr.         | Rytter                   | Placering   |
| 61          | Simone Consonni (ITA)    | 111.        |
| 62          | François Bidard (FRA)    | 54.         |
| 63          | Davide Cimolai (ITA)     | DNS-9       |
| 64          | Thomas Champion (FRA)    | 66.         |
| 65          | Alexandre Delettre (FRA) | 89.         |
| 66          | Jonathan Lastra (ESP)    | 35.         |
| 67          | Rémy Rochas (FRA)        | DNS-5       |
| 68          | Hugo Toumire (FRA)       | 83.         |

| EF Education-EasyPost EFE | EF Education-EasyPost EFE            | EF Education-EasyPost EFE |
| ------------------------- | ------------------------------------ | ------------------------- |
| Nr.                       | Rytter                               | Placering                 |
| 71                        | Rigoberto Urán (COL)                 | DNS-10                    |
| 72                        | Jonathan Caicedo (ECU) (enkeltstart) | DNS-11                    |
| 73                        | Hugh Carthy (GBR)                    | DNS-19                    |
| 74                        | Jefferson Alexander Cepeda (ECU)     | 53.                       |
| 75                        | Stefan de Bod (RSA) (enkeltstart)    | DNS-14                    |
| 76                        | Ben Healy (IRL) (enkeltstart)        | 55.                       |
| 77                        | Alberto Bettiol (ITA)                | 48.                       |
| 78                        | Magnus Cort (DEN)                    | 62.                       |

| Eolo-Kometa EOK | Eolo-Kometa EOK                 | Eolo-Kometa EOK |
| --------------- | ------------------------------- | --------------- |
| Nr.             | Rytter                          | Placering       |
| 81              | Vincenzo Albanese (ITA)         | 70.             |
| 82              | Davide Bais (ITA)               | 81.             |
| 83              | Mattia Bais (ITA)               | 47.             |
| 84              | Erik Fetter (HUN) (enkeltstart) | DNF-10          |
| 85              | Lorenzo Fortunato (ITA)         | 21.             |
| 86              | Francesco Gavazzi (ITA)         | 67.             |
| 87              | Mirco Maestri (ITA)             | 78.             |
| 88              | Diego Sevilla (ESP)             | 96.             |

| Green Project-Bardiani CSF-Faizanè BCF | Green Project-Bardiani CSF-Faizanè BCF | Green Project-Bardiani CSF-Faizanè BCF |
| -------------------------------------- | -------------------------------------- | -------------------------------------- |
| Nr.                                    | Rytter                                 | Placering                              |
| 91                                     | Filippo Fiorelli (ITA)                 | 114.                                   |
| 92                                     | Luca Covili (ITA)                      | DNS-18                                 |
| 93                                     | Davide Gabburo (ITA)                   | 64.                                    |
| 94                                     | Filippo Magli (ITA)                    | 106.                                   |
| 95                                     | Martin Marcellusi (ITA)                | 99.                                    |
| 96                                     | Henok Mulubrhan (ERI) (landevej)       | 87.                                    |
| 97                                     | Alessandro Tonelli (ITA)               | 42.                                    |
| 98                                     | Samuele Zoccarato (ITA)                | DNF-8                                  |

| Groupama-FDJ GFC | Groupama-FDJ GFC                   | Groupama-FDJ GFC |
| ---------------- | ---------------------------------- | ---------------- |
| Nr.              | Rytter                             | Placering        |
| 101              | Thibaut Pinot (FRA)                | 5.               |
| 102              | Bruno Armirail (FRA) (enkeltstart) | 16.              |
| 103              | Ignatas Konovalovas (LTU)          | 105.             |
| 104              | Stefan Küng (SUI)                  | DNS-10           |
| 105              | Fabian Lienhard (SUI)              | 113.             |
| 106              | Rudy Molard (FRA)                  | 69.              |
| 107              | Jake Stewart (GBR)                 | 92.              |
| 109              | Lars van den Berg (NED)            | DNS-8            |

| Ineos Grenadiers IGD | Ineos Grenadiers IGD              | Ineos Grenadiers IGD |
| -------------------- | --------------------------------- | -------------------- |
| Nr.                  | Rytter                            | Placering            |
| 111                  | Tao Geoghegan Hart (GBR)          | DNF-11               |
| 112                  | Thymen Arensman (NED)             | 6.                   |
| 113                  | Laurens De Plus (BEL)             | 10.                  |
| 114                  | Filippo Ganna (ITA) (enkeltstart) | DNS-8                |
| 115                  | Salvatore Puccio (ITA)            | 72.                  |
| 116                  | Pavel Sivakov (FRA)               | DNF-16               |
| 117                  | Ben Swift (GBR)                   | 61.                  |
| 118                  | Geraint Thomas (GBR)              | 2.                   |

| Intermarché-Circus-Wanty ICW | Intermarché-Circus-Wanty ICW      | Intermarché-Circus-Wanty ICW |
| ---------------------------- | --------------------------------- | ---------------------------- |
| Nr.                          | Rytter                            | Placering                    |
| 121                          | Lorenzo Rota (ITA)                | 46.                          |
| 122                          | Niccolò Bonifazio (ITA)           | DNS-18                       |
| 123                          | Sven Erik Bystrøm (NOR)           | DNS-10                       |
| 124                          | Laurens Huys (BEL)                | 27.                          |
| 125                          | Arne Marit (BEL)                  | 112.                         |
| 126                          | Simone Petilli (ITA)              | DNF-10                       |
| 127                          | Laurenz Rex (BEL)                 | 88.                          |
| 128                          | Rein Taaramäe (EST) (enkeltstart) | DNS-10                       |

| Israel-Premier Tech IPT | Israel-Premier Tech IPT       | Israel-Premier Tech IPT |
| ----------------------- | ----------------------------- | ----------------------- |
| Nr.                     | Rytter                        | Placering               |
| 131                     | Domenico Pozzovivo (ITA)      | DNS-10                  |
| 132                     | Sebastian Berwick (AUS)       | 71.                     |
| 133                     | Simon Clarke (AUS)            | DNS-16                  |
| 134                     | Marco Frigo (ITA)             | 32.                     |
| 135                     | Derek Gee (CAN) (enkeltstart) | 22.                     |
| 136                     | Matthew Riccitello (USA)      | 56.                     |
| 137                     | Mads Würtz Schmidt (DEN)      | DNS-10                  |
| 138                     | Stephen Williams (GBR)        | 93.                     |

| Jumbo-Visma TJV | Jumbo-Visma TJV      | Jumbo-Visma TJV |
| --------------- | -------------------- | --------------- |
| Nr.             | Rytter               | Placering       |
| 141             | Primož Roglič (SLO)  | 1.              |
| 142             | Edoardo Affini (ITA) | 94.             |
| 143             | Koen Bouwman (NED)   | 25.             |
| 144             | Rohan Dennis (AUS)   | 41.             |
| 145             | Michel Heßmann (GER) | 33.             |
| 146             | Sepp Kuss (USA)      | 14.             |
| 147             | Thomas Gloag (GBR)   | 76.             |
| 148             | Sam Oomen (NED)      | 36.             |

| Movistar Team MOV | Movistar Team MOV        | Movistar Team MOV |
| ----------------- | ------------------------ | ----------------- |
| Nr.               | Rytter                   | Placering         |
| 151               | Fernando Gaviria (COL)   | 118.              |
| 152               | Will Barta (USA)         | 52.               |
| 153               | Max Kanter (GER)         | 110.              |
| 154               | Óscar Rodríguez (ESP)    | DNF-11            |
| 155               | José Joaquín Rojas (ESP) | 79.               |
| 156               | Einer Rubio (COL)        | 11.               |
| 157               | Albert Torres (ESP)      | 122.              |
| 158               | Carlos Verona (ESP)      | 49.               |

| Arkéa-Samsic ARK | Arkéa-Samsic ARK         | Arkéa-Samsic ARK |
| ---------------- | ------------------------ | ---------------- |
| Nr.              | Rytter                   | Placering        |
| 161              | Warren Barguil (FRA)     | 17.              |
| 162              | Maxime Bouet (FRA)       | 80.              |
| 163              | David Dekker (NED)       | DNF-8            |
| 164              | Thibault Guernalec (FRA) | 90.              |
| 165              | Michel Ries (LUX)        | 86.              |
| 166              | Alan Riou (FRA)          | 116.             |
| 167              | Clément Russo (FRA)      | DNS-6            |
| 168              | Alessandro Verre (ITA)   | DNF-14           |

| Team Corratec-Selle Italia COR | Team Corratec-Selle Italia COR | Team Corratec-Selle Italia COR |
| ------------------------------ | ------------------------------ | ------------------------------ |
| Nr.                            | Rytter                         | Placering                      |
| 171                            | Valerio Conti (ITA)            | DNS-5                          |
| 172                            | Nicolas Dalla Valle (ITA)      | 125.                           |
| 173                            | Stefano Gandin (ITA)           | DNS-11                         |
| 174                            | Alessandro Iacchi (ITA)        | 119.                           |
| 175                            | Alexander Konysjev (ITA)       | 100.                           |
| 176                            | Charlie Quaterman (GBR)        | 115.                           |
| 177                            | Veljko Stojnić (SRB)           | 101.                           |
| 178                            | Karel Vacek (CZE)              | 84.                            |

| Team DSM DSM | Team DSM DSM                  | Team DSM DSM |
| ------------ | ----------------------------- | ------------ |
| Nr.          | Rytter                        | Placering    |
| 181          | Andreas Leknessund (NOR)      | 8.           |
| 182          | Alberto Dainese (ITA)         | 124.         |
| 183          | Jonas Iversby Hvideberg (NOR) | 117.         |
| 184          | Niklas Märkl (GER)            | 104.         |
| 185          | Marius Mayrhofer (GER)        | 74.          |
| 186          | Florian Stork (GER)           | DNF-8        |
| 187          | Martijn Tusveld (NED)         | DNF-10       |
| 188          | Harm Vanhoucke (BEL)          | DNF-12       |

| Team Jayco AlUla JAY | Team Jayco AlUla JAY          | Team Jayco AlUla JAY |
| -------------------- | ----------------------------- | -------------------- |
| Nr.                  | Rytter                        | Placering            |
| 191                  | Michael Matthews (AUS)        | 63.                  |
| 192                  | Alessandro De Marchi (ITA)    | 38.                  |
| 193                  | Eddie Dunbar (IRL)            | 7.                   |
| 194                  | Michael Hepburn (AUS)         | 77.                  |
| 195                  | Lukas Pöstlberger (AUT)       | 95.                  |
| 196                  | Callum Scotson (AUS)          | DNS-10               |
| 197                  | Campbell Stewart (NZL)        | 108.                 |
| 198                  | Filippo Zana (ITA) (landevej) | 18.                  |

| Trek-Segafredo TFS | Trek-Segafredo TFS                | Trek-Segafredo TFS |
| ------------------ | --------------------------------- | ------------------ |
| Nr.                | Rytter                            | Placering          |
| 201                | Mads Pedersen (DEN)               | DNS-13             |
| 202                | Amanuel Ghebreigzabhier (ERI)     | DNS-16             |
| 203                | Daan Hoole (NED)                  | 109.               |
| 204                | Alex Kirsch (LUX)                 | 97.                |
| 205                | Bauke Mollema (NED) (enkeltstart) | 50.                |
| 206                | Toms Skujiņš (LAT) (enkeltstart)  | 31.                |
| 207                | Natnael Tesfatsion (ERI)          | DNS-11             |
| 208                | Otto Vergaerde (BEL)              | 98.                |

| UAE Team Emirates UAD | UAE Team Emirates UAD         | UAE Team Emirates UAD |
| --------------------- | ----------------------------- | --------------------- |
| Nr.                   | Rytter                        | Placering             |
| 211                   | João Almeida (POR) (landevej) | 3.                    |
| 212                   | Pascal Ackermann (GER)        | 82.                   |
| 213                   | Alessandro Covi (ITA)         | DNS-12                |
| 214                   | Davide Formolo (ITA)          | 30.                   |
| 215                   | Ryan Gibbons (RSA)            | 68.                   |
| 216                   | Brandon McNulty (USA)         | 29.                   |
| 217                   | Diego Ulissi (ITA)            | 28.                   |
| 218                   | Jay Vine (AUS) (enkeltstart)  | 34.                   |